# Томаш Крупа
Томаш Крупа (чеськ. Tomáš Krupa; нар. 14 листопада 1972) — колишній чеський тенісист.
Найвищу одиночну позицію світового рейтингу — 278 місце досяг 23 жовтня 1995, парну — 124 місце — 4 березня 1996 року.

## Фінали Туру ATP за кар'єру

### Парний розряд: 1 (0–1)
| Результат | Дата     | Турнір       | Рівень               | Покриття | Партнер      | Суперник                    | Рахунок          |
| --------- | -------- | ------------ | -------------------- | -------- | ------------ | --------------------------- | ---------------- |
| Поразка   | Сер 1994 | Прага, Чехія | Серія ATP Інтернешнл | Ґрунт    | Павел Візнер | Карел Новачек Матс Віландер | Технічна поразка |

## Титули на челленджерах

### Парний розряд: (4)
| Ранг | Рік  | Турнір                 | Покриття | Партнер               | Суперники                      | Рахунок       |
| ---- | ---- | ---------------------- | -------- | --------------------- | ------------------------------ | ------------- |
| 1.   | 1995 | Оберштауфен, Німеччина | Ґрунт    | Їржі Новак (тенісист) | Лоренцо Манта Патрік Мор       | 4–6, 6–4, 6–3 |
| 2.   | 1995 | Гуаякіль, Еквадор      | Ґрунт    | Павел Візнер          | Пабло Кампана Ніколас Лапентті | 6–1, 6–1      |
| 3.   | 1996 | Гамбург, Німеччина     | Килим    | Павел Візнер          | Патрік Кюнен Карстен Браш      | 6–3, 7–5      |
| 4.   | 1998 | Nettingsdorf, Австрія  | Ґрунт    | Борут Урх             | Томаш Цибулець Леош Фридль     | 6–1, 6–4      |